# جوزان (ملایر)
جوزان روستایی از توابع بخش مرکزی شهرستان ملایر در استان همدان ایران است. این روستا به دهستان موزاران ارتقا پیدا کرده‌است.
این روستا باغ‌های انگور زیادی دارد و بازرگانانی در این منطقه، در عرصه صادرات کشمش و انگور فعال هستند.

## زبان
گویش منطقه دره‌جوزان، لری دره‌جوزانی یکی از گونه های لری ثلاثی ذکر شده است.

## مشاهیر
این روستا مهد مفاخر، بزرگان و اندیشمندان بسیاری است که از جمله آنان می‌توان به موارد زیر اشاره کرد:
- مسعود جعفری جوزانی کارگردان سینما و تلویزیون
- سحر جعفری جوزانی بازیگر شناخته شده سینما
- داریوش جعفری جوزانی سردار سپاه پاسداران (جانباز شیمیایی) و از مدیران ارشد بانکی
- میلاد جعفری جوزانی تدوینگر
- پژمان جعفری جوزانی مدیر سازمان اوقاف و امور خیریه شهرستان ملایر تا سال ۱۴۰۰- معاون اداره کل تحقیق و حسابرسی سازمان اوقاف و امور خیریه کشور از سال ۱۴۰۲
- پیمان جعفری: معاون اداره‌کل مخابرات همدان تا ۱۴۰۲ - مدیر کل مخابرات منطقه ۸ تهران از ۱۴۰۲
- آقای امیر چگینی تاجر بین‌المللی کشمش

## جمعیت
این روستا در دهستان جوزان قرار دارد و براساس سرشماری مرکز آمار ایران در سال ۱۳۹۵، جمعیت آن۲۶۲۵ نفر (۸۲۵ خانوار) بوده‌است. و مردم این روستا به زبان لری تکلم می‌کنند.